# Lista dos campeões do Campeonato Mundial de Rali
O Campeonato Mundial de Rali (conhecido também como World Rally Championship) é uma disputa sancionada pela FIA em rali para pilotos e construtores.
| Temporada | Campeonato de pilotos              | Carro                                | Campeonato de construtores | Carro                              |
| --------- | ---------------------------------- | ------------------------------------ | -------------------------- | ---------------------------------- |
| 2024      | Thierry Neuville                   | Hyundai i20 Coupe WRC                | Toyota                     | Toyota Yaris WRC                   |
| 2023      | Kalle Rovanperä                    | Toyota Yaris WRC                     | Toyota                     | Toyota Yaris WRC                   |
| 2022      | Kalle Rovanperä                    | Toyota Yaris WRC                     | Toyota                     | Toyota Yaris WRC                   |
| 2021      | Sébastien Ogier                    | Toyota Yaris WRC                     | Toyota                     | Toyota Yaris WRC                   |
| 2020      | Sébastien Ogier                    | Toyota Yaris WRC                     | Hyundai                    | Hyundai i20 Coupe WRC              |
| 2019      | Ott Tänak                          | Toyota Yaris WRC                     | Hyundai                    | Hyundai i20 Coupe WRC              |
| 2018      | Sébastien Ogier                    | Ford Fiesta WRC                      | Toyota                     | Toyota Yaris WRC                   |
| 2017      | Sébastien Ogier                    | Ford Fiesta WRC                      | Ford                       | Ford Fiesta WRC                    |
| 2016      | Sébastien Ogier                    | Volkswagen Polo R WRC                | Volkswagen                 | Volkswagen Polo R WRC              |
| 2015      | Sébastien Ogier                    | Volkswagen Polo R WRC                | Volkswagen                 | Volkswagen Polo R WRC              |
| 2014      | Sébastien Ogier                    | Volkswagen Polo R WRC                | Volkswagen                 | Volkswagen Polo R WRC              |
| 2013      | Sébastien Ogier                    | Volkswagen Polo R WRC                | Volkswagen                 | Volkswagen Polo R WRC              |
| 2012      | Sébastien Loeb                     | Citroën DS3 WRC                      | Citroën                    | Citroën DS3 WRC                    |
| 2011      | Sébastien Loeb                     | Citroën DS3 WRC                      | Citroën                    | Citroën DS3 WRC                    |
| 2010      | Sébastien Loeb                     | Citroën C4 WRC                       | Citroën                    | Citroën C4 WRC                     |
| 2009      | Sébastien Loeb                     | Citroën C4 WRC                       | Citroën                    | Citroën C4 WRC                     |
| 2008      | Sébastien Loeb                     | Citroën C4 WRC                       | Citroën                    | Citroën C4 WRC                     |
| 2007      | Sébastien Loeb                     | Citröen C4 WRC                       | Ford                       | Ford Focus WRC                     |
| 2006      | Sébastien Loeb                     | Citroën Xsara WRC                    | Ford                       | Ford Focus WRC                     |
| 2005      | Sébastien Loeb                     | Citroën Xsara WRC                    | Citroën                    | Citroën Xsara WRC                  |
| 2004      | Sébastien Loeb                     | Citroën Xsara WRC                    | Citroën                    | Citroën Xsara WRC                  |
| 2003      | Petter Solberg                     | Subaru Impreza WRC                   | Citroën                    | Citroën Xsara WRC                  |
| 2002      | Marcus Grönholm                    | Peugeot 206 WRC                      | Peugeot                    | Peugeot 206 WRC                    |
| 2001      | Richard Burns                      | Subaru Impreza WRC                   | Peugeot                    | Peugeot 206 WRC                    |
| 2000      | Marcus Grönholm                    | Peugeot 206 WRC                      | Peugeot                    | Peugeot 206 WRC                    |
| 1999      | Tommi Mäkinen                      | Mitsubishi Lancer Evolution VI       | Toyota                     | Toyota Corolla WRC                 |
| 1998      | Tommi Mäkinen                      | Mitsubishi Lancer Evolution IV e V   | Mitsubishi                 | Mitsubishi Lancer Evolution IV e V |
| 1997      | Tommi Mäkinen                      | Mitsubishi Lancer Evolution IV       | Subaru                     | Subaru Impreza WRC                 |
| 1996      | Tommi Mäkinen                      | Mitsubishi Lancer Evolution III      | Subaru                     | Subaru Impreza 555                 |
| 1995      | Colin McRae                        | Subaru Impreza 555                   | Subaru                     | Subaru Impreza 555                 |
| 1994      | Didier Auriol                      | Toyota Celica ST185 GT4              | Toyota                     | Toyota Celica ST185 GT4            |
| 1993      | Juha Kankkunen                     | Toyota Celica ST185 GT4              | Toyota                     | Toyota Celica ST185 GT4            |
| 1992      | Carlos Sainz                       | Toyota Celica ST185 GT4              | Lancia                     | Lancia Delta Integrale             |
| 1991      | Juha Kankkunen                     | Lancia Delta Integrale               | Lancia                     | Lancia Delta Integrale             |
| 1990      | Carlos Sainz                       | Toyota Celica GT-Four                | Lancia                     | Lancia Delta Integrale             |
| 1989      | Massimo 'Miki' Biasion             | Lancia Delta Integrale               | Lancia                     | Lancia Delta Integrale             |
| 1988      | Massimo 'Miki' Biasion             | Lancia Delta HF 4WD/Integrale        | Lancia                     | Lancia Delta HF 4WD/Integrale      |
| 1987      | Juha Kankkunen                     | Lancia                               | Lancia                     | Lancia Delta HF 4WD                |
| 1986      | Juha Kankkunen                     | Peugeot 205 Turbo 16                 | Peugeot                    | Peugeot 205 Turbo 16               |
| 1985      | Timo Salonen                       | Peugeot 205 T16                      | Peugeot                    | Peugeot 205 T16                    |
| 1984      | Stig Blomqvist                     | Audi Quattro A2                      | Audi                       | Audi Quattro A2                    |
| 1983      | Hannu Mikkola                      | Audi Quattro A1                      | Lancia                     | Lancia 037                         |
| 1982      | Walter Röhrl                       | Opel Ascona 400                      | Audi                       | Audi Quattro                       |
| 1981      | Ari Vatanen                        | Ford Escort RS1800                   | Talbot                     | Talbot Sunbeam Lotus               |
| 1980      | Walter Röhrl                       | Fiat 131 Abarth                      | Fiat                       | Fiat 131 Abarth                    |
| 1979      | Björn Waldegård                    | Ford Escort RS1800/Mercedes-Benz 450 | Ford                       | Ford Escort RS1800                 |
| 1978      | Copa FIA de Pilotos: Markku Alén   | Fiat 131 Abarth/Lancia Delta         | Fiat                       | Fiat 131 Abarth                    |
| 1977      | Copa FIA de Pilotos: Sandro Munari | Fiat 131 Abarth                      | Fiat                       | Fiat 131 Abarth                    |
| 1976      | Nenhum prêmio                      | n/a                                  | Lancia                     | Lancia Stratos                     |
| 1975      | Nenhum prêmio                      | n/a                                  | Lancia                     | Lancia Stratos                     |
| 1974      | Nenhum prêmio                      | n/a                                  | Lancia                     | Lancia Fulvia/Stratos              |
| 1973      | Nenhum prêmio                      | n/a                                  | Alpine-Renault             | Alpine A110                        |
| Temporada | Campeonato de pilotos              | Carro                                | Campeonato de construtores | Carro                              |

## Por quantidade de títulos
| Pilotos                | Títulos | Temporadas                                           |
| ---------------------- | ------- | ---------------------------------------------------- |
| Sébastien Loeb         | 9       | 2004, 2005, 2006, 2007, 2008, 2009, 2010, 2011, 2012 |
| Sébastien Ogier        | 8       | 2013, 2014, 2015, 2016, 2017, 2018, 2020, 2021       |
| Juha Kankkunen         | 4       | 1986, 1987, 1991, 1993                               |
| Tommi Mäkinen          | 4       | 1996, 1997, 1998, 1999                               |
| Walter Röhrl           | 2       | 1980, 1982                                           |
| Massimo 'Miki' Biasion | 2       | 1988, 1989                                           |
| Carlos Sainz           | 2       | 1990, 1992                                           |
| Marcus Grönholm        | 2       | 2000, 2002                                           |
| Kalle Rovanperä        | 2       | 2022, 2023                                           |
| Sandro Munari          | 1       | 1977                                                 |
| Markku Alén            | 1       | 1978                                                 |
| Björn Waldegård        | 1       | 1979                                                 |
| Ari Vatanen            | 1       | 1981                                                 |
| Hannu Mikkola          | 1       | 1983                                                 |
| Stig Blomqvist         | 1       | 1984                                                 |
| Timo Salonen           | 1       | 1985                                                 |
| Didier Auriol          | 1       | 1994                                                 |
| Colin McRae            | 1       | 1995                                                 |
| Richard Burns          | 1       | 2001                                                 |
| Petter Solberg         | 1       | 2003                                                 |
| Ott Tänak              | 1       | 2019                                                 |
| Thierry Neuville       | 1       | 2024                                                 |

| Construtor     | Títulos | Temporadas                                                 |
| -------------- | ------- | ---------------------------------------------------------- |
| Lancia         | 10      | 1974, 1975, 1976, 1983, 1987, 1988, 1989, 1990, 1991, 1992 |
| Citroën        | 8       | 2003, 2004, 2005, 2008, 2009, 2010, 2011, 2012             |
| Toyota         | 8       | 1993, 1994, 1999, 2018, 2021, 2022, 2023, 2024             |
| Peugeot        | 5       | 1985, 1986, 2000, 2001, 2002                               |
| Ford           | 4       | 1979, 2006, 2007, 2017                                     |
| Volkswagen     | 4       | 2013, 2014, 2015, 2016                                     |
| Subaru         | 3       | 1995, 1996, 1997                                           |
| Fiat           | 3       | 1977, 1978, 1980                                           |
| Audi           | 2       | 1982, 1984                                                 |
| Hyundai        | 2       | 2019, 2020                                                 |
| Alpine-Renault | 1       | 1973                                                       |
| Talbot         | 1       | 1981                                                       |
| Mitsubishi     | 1       | 1998                                                       |

## Por nacionalidade
| País       | Pilotos | Títulos |
| ---------- | ------- | ------- |
| França     | 3       | 15      |
| Finlândia  | 8       | 15      |
| Itália     | 2       | 3       |
| Suécia     | 2       | 2       |
| Alemanha   | 1       | 2       |
| Espanha    | 1       | 2       |
| Escócia    | 1       | 1       |
| Inglaterra | 1       | 1       |
| Noruega    | 1       | 1       |
| Estónia    | 1       | 1       |
| Bélgica    | 1       | 1       |

| País        | Construtores | Títulos |
| ----------- | ------------ | ------- |
| França      | 4            | 15      |
| Itália      | 2            | 13      |
| Japão       | 3            | 10      |
| Alemanha    | 2            | 6       |
| Reino Unido | 1            | 5       |